# Livio Maitan
Livio Maitan (Venecia, Italia, 1 de abril de 1923 - Roma, Italia, 16 de septiembre de 2004) fue un político italiano. Fue uno de los líderes del trotskismo después de la muerte de Trotski. 

## Biografía
Pasó su juventud en Venecia y obtuvo la licenciatura en la Universidad de Padua. Posteriormente fue elegido miembro de la dirección de la Federazione dei Giovani Socialisti, la organización de los jóvenes del Partido Socialista Italiano de Unidad Proletaria. Maitan ingresó en la Cuarta Internacional (1947) y fomentó en 1963 el Secretariado Unificado de la IV Internacional (junto a Ernest Mandel, Pierre Frank y Joseph Hansen).
Fue periodista y teórico marxista. Escribió para numerosos medios de comunicación en los años 1970 y 1980 incluidos "Intercontinental Press" e Inprecor. Tras la disolución de Democracia Proletaria, en 1991 se adhirió al Partido de la Refundación Comunista. Hasta su muerte en 2004 Maitan seguía siendo una figura dirigente y política de Izquierda Crítica.

## Obras
- Attualità di Gramsci e politica comunista, Milano, Schwarz, 1955; Foligno, Centro studi Pietro Tresso, 1995.
- Teoria e politica comunista nel dopoguerra, Milano, Schwarz, 1959.
- Trotsky, oggi, Torino, Einaudi, 1959.
- L'Algeria e il socialismo, a cura di, Roma, Samonà e Savelli-Libreria internazionale Terzo mondo, 1963.
- Dai processi di Mosca alla caduta di Krusciov. Analisi sullo stalinismo di Leone Trotskij e del movimento trotskista internazionale, a cura di, Roma, Edizioni Bandiera Rossa, 1965.
- Il movimento operaio in una fase critica. Programmazione, centro-sinistra, obiettivi transitori, unificazione e concezione del partito, coesistenza e internazionalismo, Roma, Samonà e Savelli, 1966.
- La costruzione del partito rivoluzionario, a cura di e con Sirio Di Giuliomaria, Roma, Nuove edizioni internazionali, 1967.
- L'esplosione rivoluzionaria in Francia. Con una documentazione e una cronologia essenziali, Roma, Samonà e Savelli, 1968.
- PCI 1945-1969: stalinismo e opportunismo, Roma, Samonà e Savelli, 1969.
- Partito, esercito e masse nella crisi cinese. Una interpretazione marxista della rivoluzione culturale, Roma, Samonà e Savelli, 1969.
- Verifica del leninismo in Italia (1968-1972), in Il partito leninista, Roma, La nuova sinistra, 1972.
- Dinamica delle classi sociali in Italia, con un commento di Paolo Sylos Labini, Roma, Savelli, 1975.
- La grande depressione (1929-32) e la recessione degli anni '70, Roma, Savelli, 1976.
- La crisi del marxismo edizione fine anni 70, Milano, Nuove edizioni internazionali, 1980.
- Destino di Trockij, Milano, Rizzoli, 1981.
- Il marxismo rivoluzionario di Antonio Gramsci, Milano, Nuove edizioni internazionali, 1987; edizione riveduta con una breve antologia di scritti di Gramsci e su Gramsci, 1997.
- Al termine d'una lunga marcia. Dal PCI al PDS, Roma, Erre emme, 1990. ISBN 88-85378-20-X.
- Anticapitalismo e comunismo. Potenzialità e antinomie di una rifondazione, Napoli, Cuen, 1992. ISBN 88-7146-192-4.
- Il dilemma cinese. Analisi critica della Cina post-rivoluzionaria 1949-1993, Roma, Datanews, 1994. ISBN 88-7981-011-1.
- Dall'Urss alla Russia, 1917-1995. La transizione rovesciata, Roma, Datanews, 1996. ISBN 88-7981-044-8.
- Tempeste nell'economia mondiale. Dal dopoguerra alle crisi asiatiche, Roma, Datanews, 1998. ISBN 88-7981-107-X.
- Sessant'anni di dibattiti e di lotte della Quarta Internazionale. La storia attraverso i documenti, Milano, Nuove edizioni internazionali, 1998.
- La Cina di Tiananmen, a cura di, Bolsena, Massari, 1999. ISBN 88-457-0139-5.
- La strada percorsa. Dalla Resistenza ai nuovi movimenti: lettura critica e scelte alternative, Bolsena, Massari, 2002. ISBN 88-457-0180-8.
- Per una storia della IV internazionale. La testimonianza di un comunista controcorrente, Roma, Alegre, 2006. ISBN 88-89772-08-5.